# Amar Ezzahi
Amar Ezzahi (Ain El Hammam, 1 de enero de 1941-Argel, 30 de noviembre de 2016) fue un cantante argelino.
Amar Ezzahi significa el alegre. Su nombre de nacimiento era Amar Aït Zaï y fue uno de los principales representantes del género chaabi. Inició su carrera a finales de los años 60. En 1968 editó su primer sencillo, que contenía las dos canciones que lo descubrieron al público: Ya djahel leshab y Ya el adraâ. Posteriormente editaría otros sencillos, algunos LP y un casete. Su único concierto oficial fue el último de su vida. Pese a tan magra obra, alcanzó una gran popularidad que se originaba en sus actuaciones en fiestas familiares, las cuales sus seguidores grababan y distribuían miles de copias.
Permaneció en activo hasta 1987, cuando dio su mencionado último concierto en la sala Ibn-Khaldoun, en Argel, el 10 de febrero.
Era huérfano. Permaneció toda su vida soltero y no tuvo hijos. Siempre rechazó cobrar derechos de autor.

## Importancia en la cultura argelina
Pese a su vida retirada, a su escasa producción discográfica y a haber realizado un único concierto público oficial, la obra de Amar Ezzahi, difundida por sus seguidores, fue lo bastante relevante para que el Instituto del Mundo Árabe de París lo describiera como légendaire (legendario) y como un «cantante chaabi ahora y siempre admirado tanto por los mayores como por la nueva generación». Por otro lado, en Le Figaro se le calificaba como «la mayor figura existente del chaabi». La agencia EFE se refería a Amar Ezzahi como «rey de la canción popular argelina 'chaabi'». Abdelaziz Bouteflika, presidente de Argelia, lo calificó de «icono de la canción chaabi y talentoso creador que pasó su vida al servicio del patrimonio musical nacional».